# Camacaro
Camacaro est l'une des dix-sept paroisses civiles de la municipalité de Torres dans l'État de Lara au Venezuela. Sa capitale est Río Tocuyo.

## Géographie

### Démographie
Hormis sa capitale Río Tocuyo, la paroisse civile comporte une seule autre localité, La Peñita.